# Husseren-Wesserling
Husseren-Wesserling (deutsch Hüsseren-Wesserling) ist eine französische Gemeinde mit 1032 Einwohnern (Stand 1. Januar 2022) im Département Haut-Rhin in der Region Grand Est (bis 2015 Elsass). Sie gehört zum Arrondissement Thann-Guebwiller, zum Kanton Cernay und zum Kommunalverband Vallée de Saint-Amarin.

## Geografie
Die Gemeinde liegt im oberen Thurtal in den Vogesen nahe dem Col de Bussang. Das Gemeindegebiet ist Teil des Regionalen Naturparks Ballons des Vosges.

## Geschichte
Die älteste erhaltene Erwähnung des Dorfes stammt von 1550. Es gehörte zur Fürstabtei Murbach und dem dortigen Amt Sankt Amarin.
In der Literatur finden sich häufig Hinweise auf ein Außenkommando Wesserling-Urbès (oder Urbis) beziehungsweise auch auf ein KZ-Außenlager als Annex des KZ Natzweiler-Struthof. Tatsächlich geht es dabei aber immer um das am 25. März 1944 eröffnete KZ-Außenlager Urbès. Für dessen Versorgung war der Bahnhof von Wesserling, an dem ein Arbeitskommando stationiert war, von entscheidender Bedeutung – sowohl für den An- und Abtransport der in Urbès Zwangsarbeit leistenden KZ-Häftlinge, als auch für die Versorgung des dortigen Lagers mit Baumaterialien.
Das Schloss von Wesserling war seit 1940 unter Deutscher Besatzung. Später hatte hier ein SS-Genesenden-Bataillon seinen Sitz, und beim Näherrücken der Alliierten diente das Schloss auch als Unterkunft für einen Stab des Frontabschnitts. Ein Häftlingskommando aus dem Lager in Urbès war hier in der SS-Küche beschäftigt, während andere Häftlinge sich um die Sauberkeit des Parks kümmern mussten.

## Bevölkerungsentwicklung
| Jahr      | 1962 | 1968 | 1975 | 1982 | 1990 | 1999 | 2007 | 2018 |
| Einwohner | 1100 | 1130 | 1023 | 947  | 919  | 971  | 1011 | 1048 |

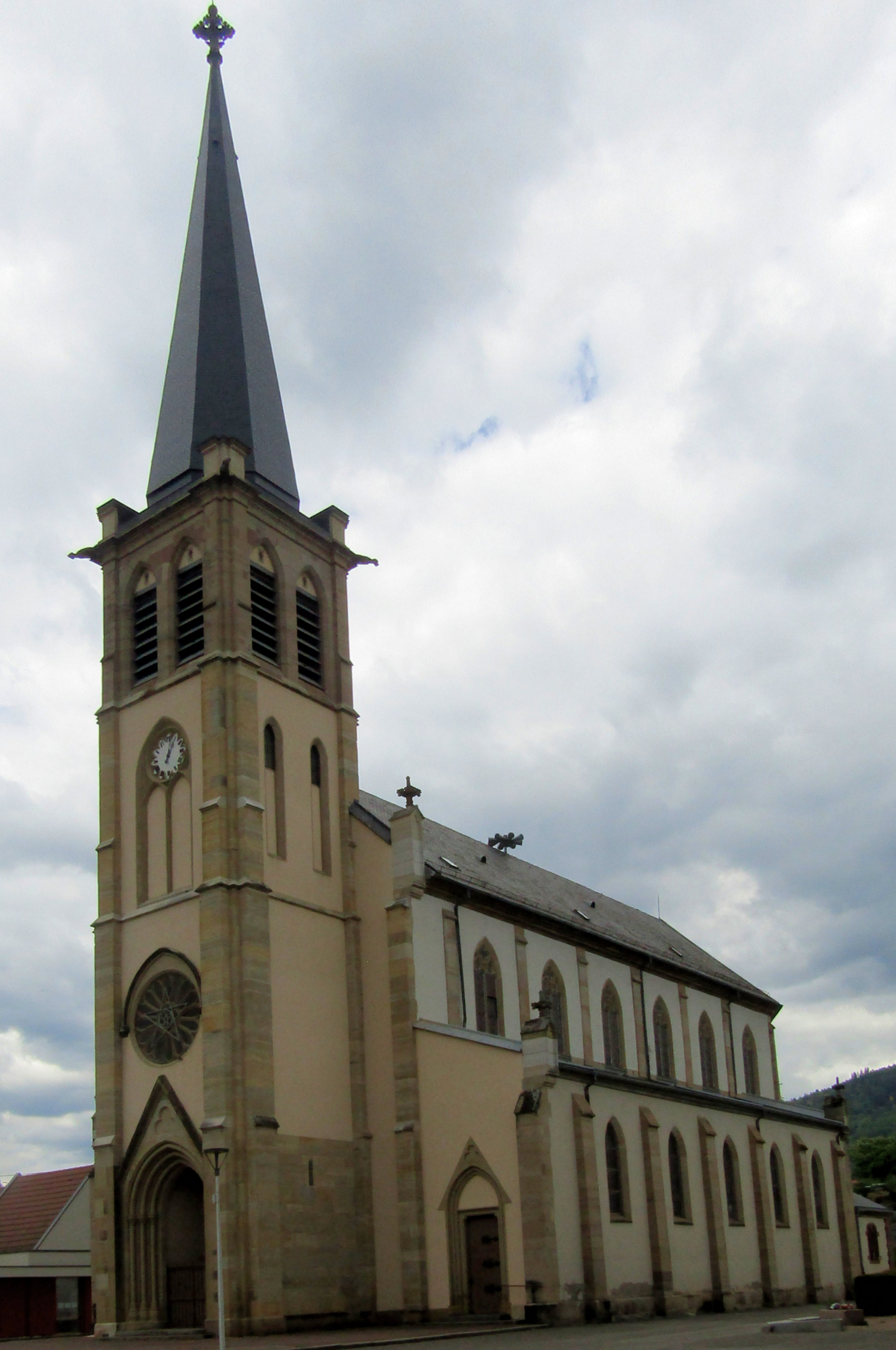
Kirche Saints-Philippe-et-Jacques
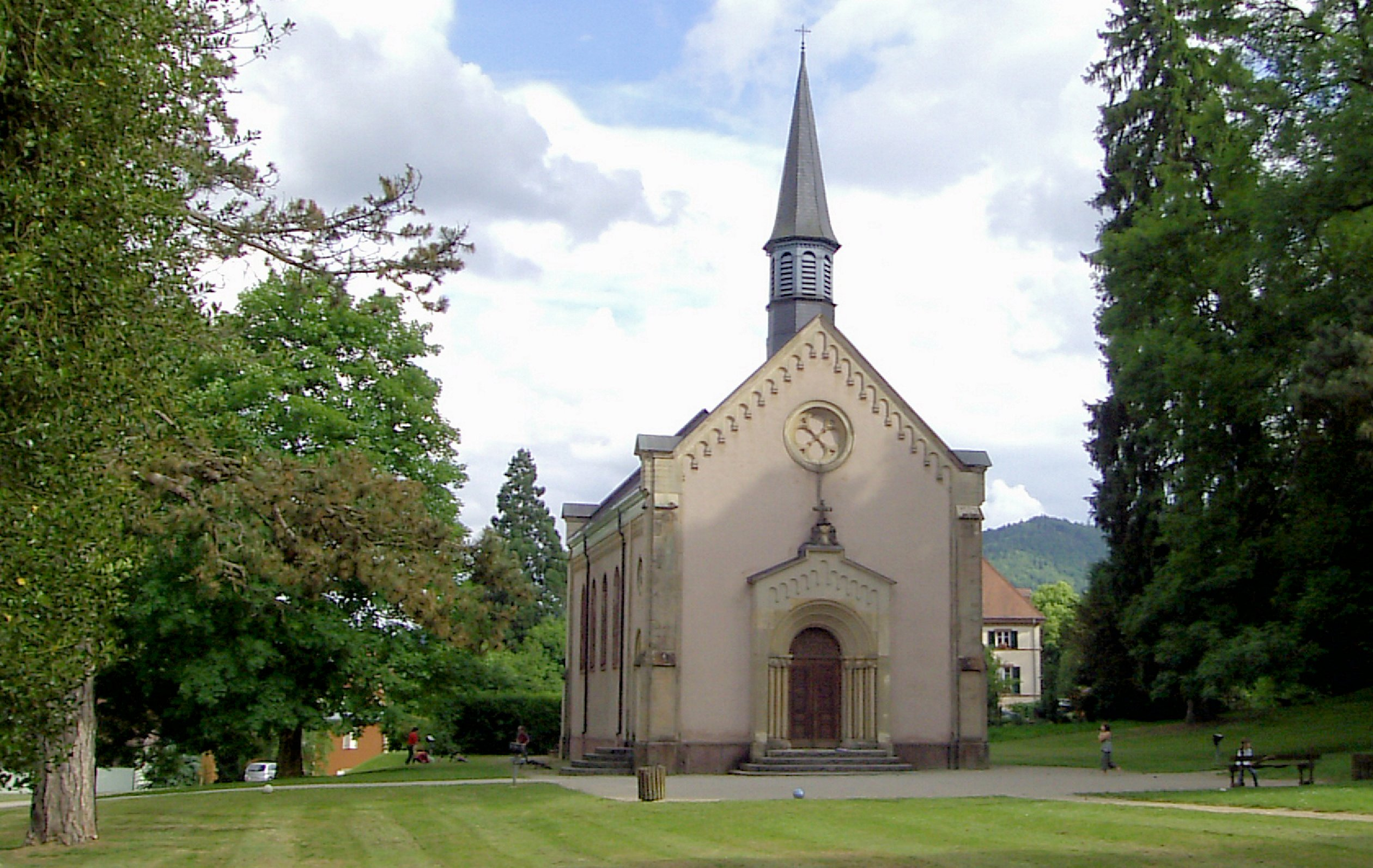
Ehemalige Protestantische Kirche aus dem Jahr 1854
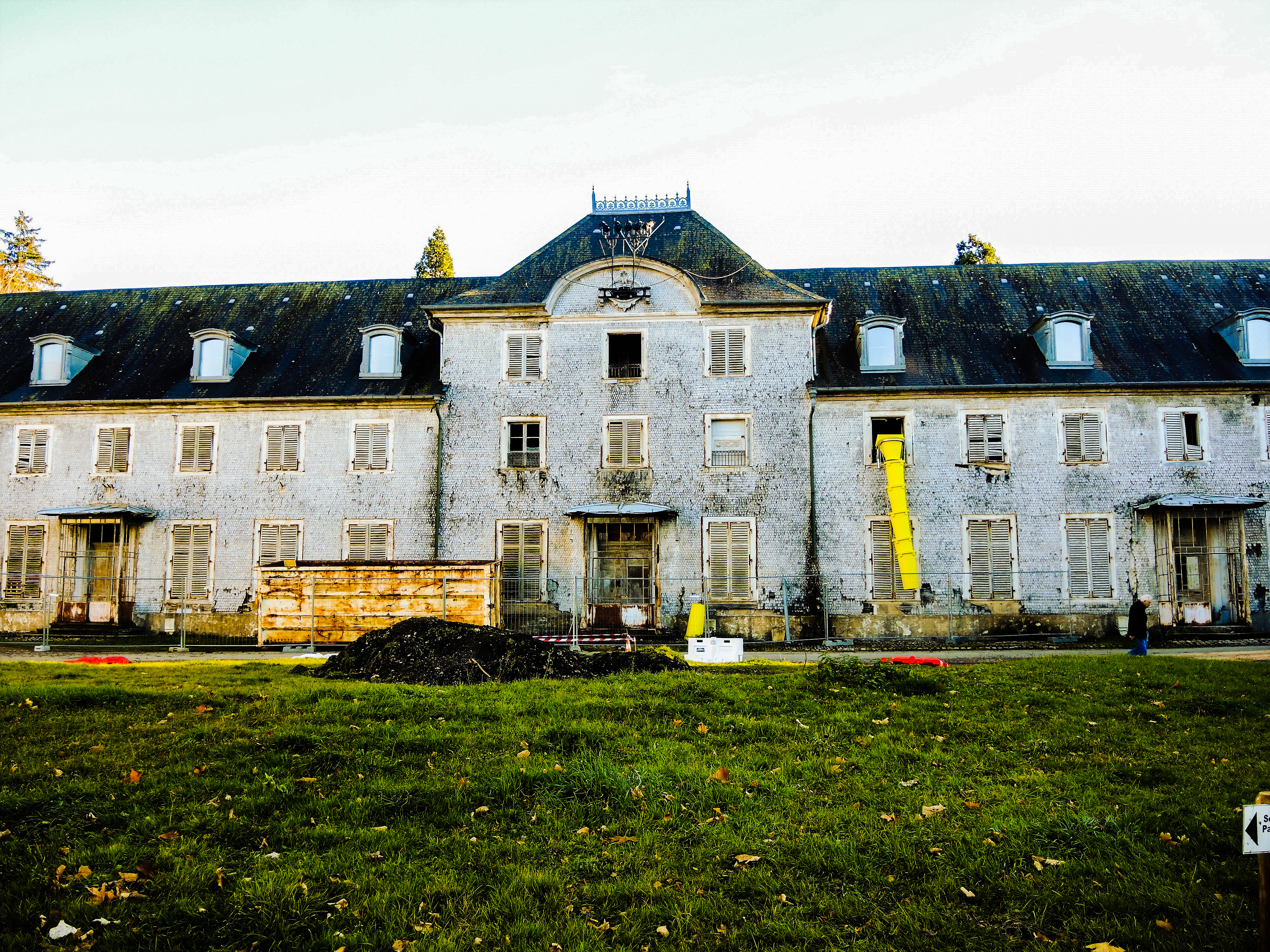
Fassade des alten Schlosses
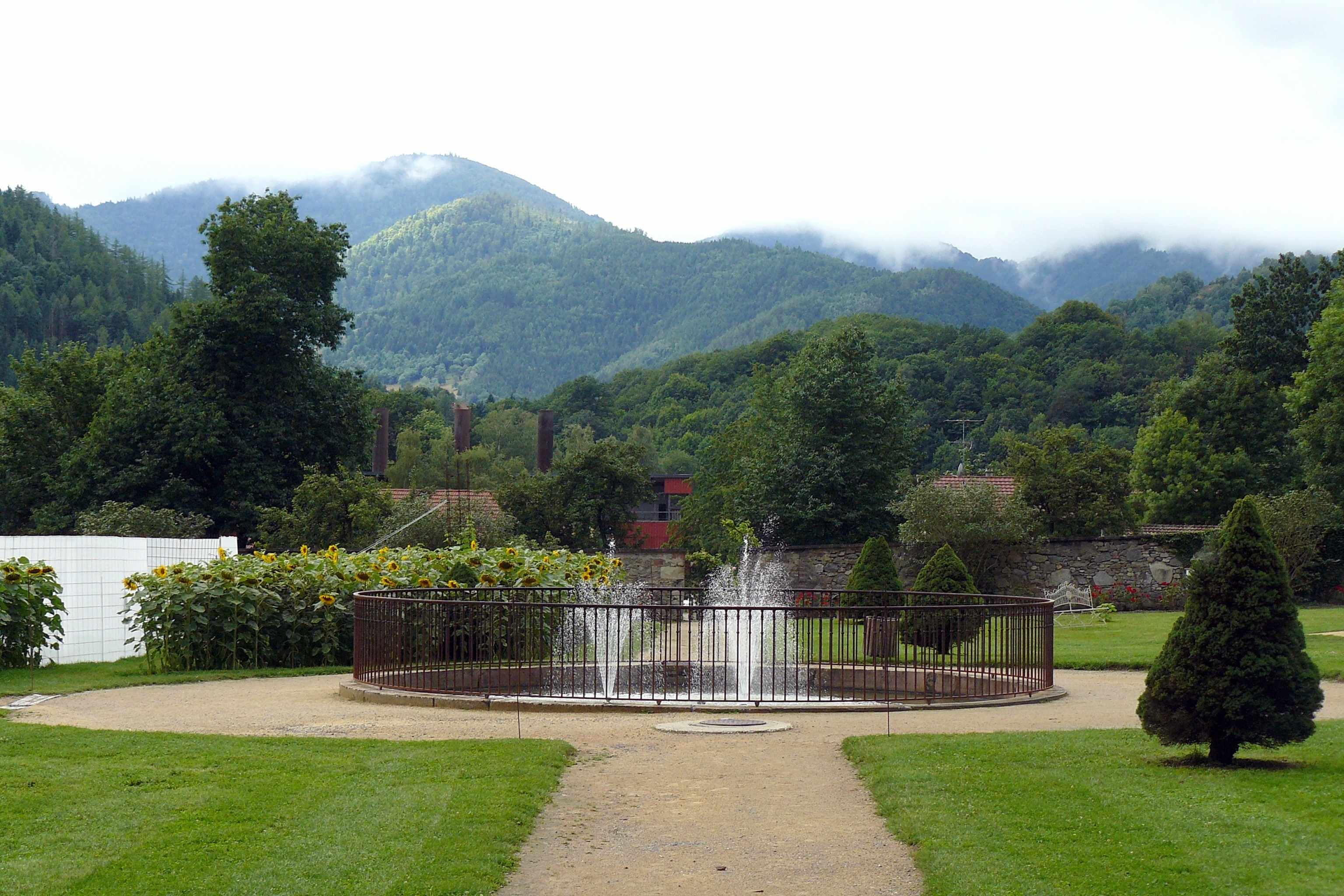
Garten im Park Wesserling
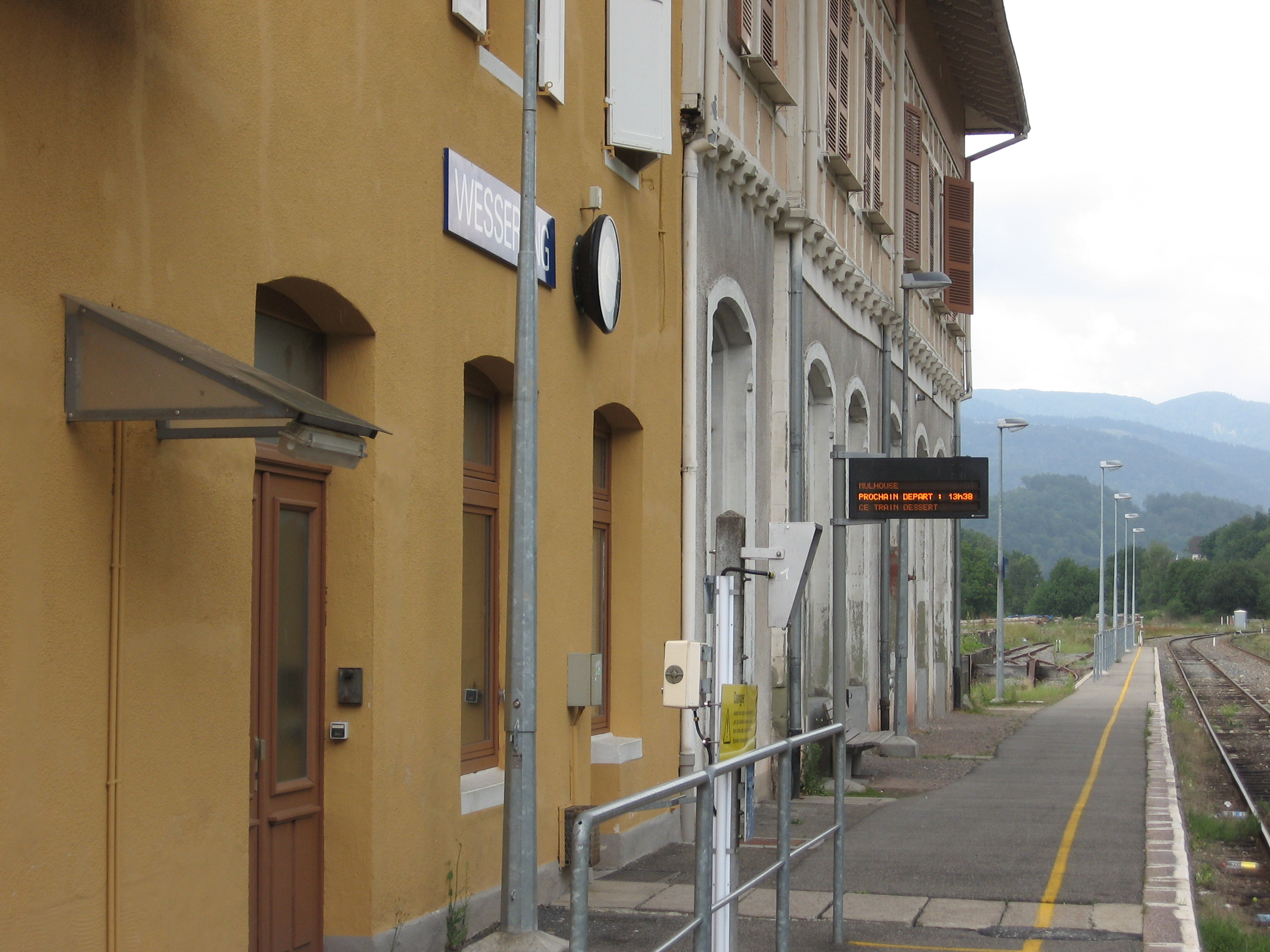
Der Bahnhof von Wesserling

## Persönlichkeiten
- Marcel Simon (1907–1986), Religionshistoriker und Hochschullehrer